# Danh sách đĩa đơn quán quân Hot 100 năm 1993 (Mỹ)
Billboard Hot 100, công bố hàng tuần bởi tạp chí Billboard, là bảng xếp hạng các đĩa đơn thành công nhất tại thị trường âm nhạc Hoa Kỳ. Các số liệu cho việc xếp hạng được Nielsen SoundScan tổng hợp chung dựa trên doanh số đĩa thường và nhạc số và tần suất phát trên sóng phát thanh.

## Lịch sử xếp hạng
| Ngày             | Bài hát                                          | Nghệ sĩ                      |
| Tháng 1 ngày 2   | "I Will Always Love You"                         | Whitney Houston              |
| Tháng 1 ngày 9   | "I Will Always Love You"                         | Whitney Houston              |
| Tháng 1 ngày 16  | "I Will Always Love You"                         | Whitney Houston              |
| Tháng 1 ngày 23  | "I Will Always Love You"                         | Whitney Houston              |
| Tháng 1 ngày 30  | "I Will Always Love You"                         | Whitney Houston              |
| Tháng 2 ngày 6   | "I Will Always Love You"                         | Whitney Houston              |
| Tháng 2 ngày 13  | "I Will Always Love You"                         | Whitney Houston              |
| Tháng 2 ngày 20  | "I Will Always Love You"                         | Whitney Houston              |
| Tháng 2 ngày 27  | "I Will Always Love You"                         | Whitney Houston              |
| Tháng 3 ngày 6   | "A Whole New World"                              | Peabo Bryson và Regina Belle |
| Tháng 3 ngày 13  | "Informer"                                       | Snow                         |
| Tháng 3 ngày 20  | "Informer"                                       | Snow                         |
| Tháng 3 ngày 27  | "Informer"                                       | Snow                         |
| Tháng 4 ngày 3   | "Informer"                                       | Snow                         |
| Tháng 4 ngày 10  | "Informer"                                       | Snow                         |
| Tháng 4 ngày 17  | "Informer"                                       | Snow                         |
| Tháng 4 ngày 24  | "Informer"                                       | Snow                         |
| Tháng 5 ngày 1   | "Freak Me"                                       | Silk                         |
| Tháng 5 ngày 8   | "Freak Me"                                       | Silk                         |
| Tháng 5 ngày 15  | "That's the Way Love Goes"                       | Janet Jackson                |
| Tháng 5 ngày 22  | "That's the Way Love Goes"                       | Janet Jackson                |
| Tháng 5 ngày 29  | "That's the Way Love Goes"                       | Janet Jackson                |
| Tháng 6 ngày 5   | "That's the Way Love Goes"                       | Janet Jackson                |
| Tháng 6 ngày 12  | "That's the Way Love Goes"                       | Janet Jackson                |
| Tháng 6 ngày 19  | "That's the Way Love Goes"                       | Janet Jackson                |
| Tháng 6 ngày 26  | "That's the Way Love Goes"                       | Janet Jackson                |
| Tháng 7 ngày 3   | "That's the Way Love Goes"                       | Janet Jackson                |
| Tháng 7 ngày 10  | "Weak"                                           | SWV                          |
| Tháng 7 ngày 17  | "Weak"                                           | SWV                          |
| Tháng 7 ngày 24  | "Can't Help Falling in Love"                     | UB40                         |
| Tháng 7 ngày 31  | "Can't Help Falling in Love"                     | UB40                         |
| Tháng 8 ngày 7   | "Can't Help Falling in Love"                     | UB40                         |
| Tháng 8 ngày 14  | "Can't Help Falling in Love"                     | UB40                         |
| Tháng 8 ngày 21  | "Can't Help Falling in Love"                     | UB40                         |
| Tháng 8 ngày 28  | "Can't Help Falling in Love"                     | UB40                         |
| Tháng 9 ngày 4   | "Can't Help Falling in Love"                     | UB40                         |
| Tháng 9 ngày 11  | "Dreamlover"                                     | Mariah Carey                 |
| Tháng 9 ngày 18  | "Dreamlover"                                     | Mariah Carey                 |
| Tháng 9 ngày 25  | "Dreamlover"                                     | Mariah Carey                 |
| Tháng 10 ngày 2  | "Dreamlover"                                     | Mariah Carey                 |
| Tháng 10 ngày 9  | "Dreamlover"                                     | Mariah Carey                 |
| Tháng 10 ngày 16 | "Dreamlover"                                     | Mariah Carey                 |
| Tháng 10 ngày 23 | "Dreamlover"                                     | Mariah Carey                 |
| Tháng 10 ngày 30 | "Dreamlover"                                     | Mariah Carey                 |
| Tháng 11 ngày 6  | "I'd Do Anything for Love (but I Won't Do That)" | Meat Loaf                    |
| Tháng 11 ngày 13 | "I'd Do Anything for Love (but I Won't Do That)" | Meat Loaf                    |
| Tháng 11 ngày 20 | "I'd Do Anything for Love (but I Won't Do That)" | Meat Loaf                    |
| Tháng 11 ngày 27 | "I'd Do Anything for Love (but I Won't Do That)" | Meat Loaf                    |
| Tháng 12 ngày 4  | "I'd Do Anything for Love (but I Won't Do That)" | Meat Loaf                    |
| Tháng 12 ngày 11 | "Again"                                          | Janet Jackson                |
| Tháng 12 ngày 18 | "Again"                                          | Janet Jackson                |
| Tháng 12 ngày 25 | "Hero"                                           | Mariah Carey                 |